# Улица Труфанова (Ярославль)
У́лица Тру́фанова (бывшая часть улицы Урицкого) — улица в северной части города Ярославля, в жилом районе Брагино, между улицами Волгоградской на северо-западе и Урицкого на юго-востоке.
Вдоль улицы почти на всем её протяжении проложены трамвайные пути, по которым ходят трамваи маршруты 5 и 7, а так же автобусы маршруты 1 и 70/77

## История
Улица спроектирована в 1965 году вместе с началом застройки микрорайонов Нового и Южного Брагина. Первоначально являлась частью улицы Урицкого. В июле 1985 года по случаю празднования 40-летия победы в ВОВ часть улицы Урицкого переименовали в улицу Труфанова в честь советского полководца Николая Труфанова.

## Здания и сооружения
- № 4 — Средняя общеобразовательная школа № 27
- № 9а — Детский сад № 149 «Теремок»
- № 12 стр 1 — Жилой комплекс
- № 16 — Средняя школа № 62
- № 16а — Детский сад № 235 «Солнышко»
- № 17к2 — Библиотека № 8 им. К. Д. Бальмонта, Центральная детская библиотека имени Я. Мудрого
- № 19 — Торгово-развлекательный комплекс «Победа» (ранее — кинотеатр «Победа»)
- № 19/1, 19/2, 19/3 — Торговый комплекс «Аквилон» (ныне ликвидирован)
- № 19б — Торговый киоск
- № 21б Магазин «Пивной купец»
- № 21а — Средняя общеобразовательная школа № 58 с углубленным изучением предметов естественно-математического цикла
- № 21к2 — Поликлиника № 2, Детская поликлиника № 3
- № 22к4 — Магазин «Атрус»
- № 24а — Торговый комплекс «Лори»
- № 24в — Торговый комплекс
- № 24в ст2 — Торговый центр «некст!»
- № 25а — Средняя школа № 99
- № 26 — Дзержинский районный суд
- № 28 — Торговый центр «Панорама»
- № 29 — Ярославльводоканал
- № 29к2 — Отдел Военного комиссариата Дзержинского и Ленинского районов г. Ярославль Ярославской области, Ярославич
- № 30 — Пиццерия «ПиццаФабрика»
- № 31 — Управление по вопросам миграции УМВД России по Ярославской области
- № 32 — Торговый центр «7 дней»
- № 34а — Жилой комплекс «Новые горизонты»
- № 36к2 — Централизованная система детских библиотек г. Ярославля. Филиал № 11